# Amegilla cingulata

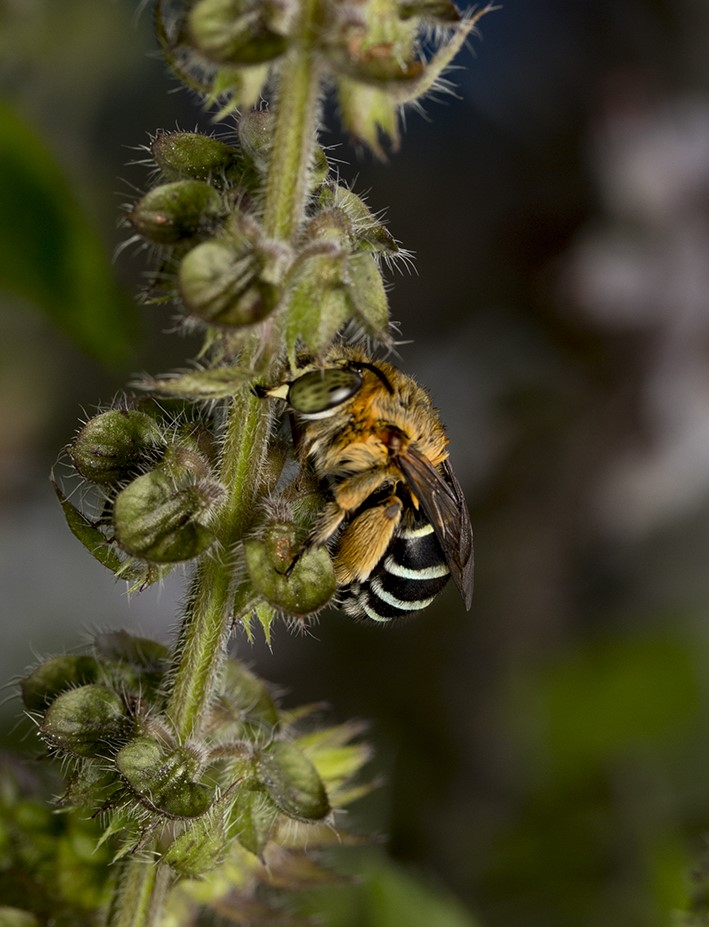
Samiec na łodydze

Amegilla (Zonamegilla) cingulata – gatunek błonkówki z rodziny pszczołowatych i podrodziny pszczół właściwych.

## Taksonomia
Gatunek ten opisany został w 1775 roku przez Johana Christiana Fabriciusa jako Andrena cingulata.

## Opis
Ciało długości 12 mm. Na odwłoku obecne jasne, opalizujące, niebieskie pasy. Liczba kompletnych pasów wynosi 5 u samców i 4 u samic.

## Biologia i ekologia
W Australii A. cingulata zbiera nektar głównie z niebieskich kwiatów. Odwiedzane są m.in. Lambertia formosa, Grevillea buxifolia, Abelia grandiflora i lawendy.
Pszczoła ta buduje gniazda samotnie, lecz często w pobliżu innych gniazd swojego gatunku. Gniazda często zakładane są w norkach na brzegach wyschniętych rzek, starych glinianych domach oraz w zaprawie między cegłami, ale mogą być również wykopywane w miękkich piaskowcach i podziurawionych skałach. Zlokalizowane na końcu norki komórki zawierają jajo wraz z mieszaniną pyłku i nektaru służącą za pokarm dla larw.
A. cingulata pada ofiarą wielu zwierząt, w tym ag, żab i ptaków. Jej gniazda atakuje pasożyt lęgowy Thyreus nitidulus.

## Rozprzestrzenienie
Pszczoły te zamieszkują Indie, Malezję, Indonezję, Timor Wschodni, Papuę-Nową Gwineę, wschodnią Australię od Queensland na północy, przez Nową Południową Walię po Wiktorię i południowo-wschodnią Australię Południową na południu oraz zachodnią Australię Zachodnią.